# Megasema lactescens
Megasema lactescens là một loài bướm đêm trong họ Noctuidae.